# Női 3 méteres szinkronugrás a 2017. évi nyári universiadén
A 2017. évi nyári universiadén a műugrás női szinkron 3 méteres versenyszámát augusztus 24-én rendezték a University of Taipei (Tianmu) Shih-hsin Hallban.
A versenyszámot a mexikói Arantxa Chávez, Melany Hernández kettős nyerte, megelőzve a dél-koreai és orosz párosokat.

## Versenynaptár
Az időpontok helyi idő szerint olvashatóak (GMT +08:00):
| Dátum                          | Időpont | Forduló |
| ------------------------------ | ------- | ------- |
| 2017. augusztus 24., csütörtök | 16:45   | Döntő   |

## Eredmény
| # | Ország      | Név                                                       | Pontok |
| - | ----------- | --------------------------------------------------------- | ------ |
|   | Mexikó      | Arantxa Chávez / Melany Hernández                         | 290,22 |
|   | Dél-Korea   | Kim Nami (Kim Nami) / Kim Szudzsi (Kim Suji)              | 280,89 |
|   | Oroszország | Marija Poljakova / Jelena Csernyih                        | 270,30 |
| 4 | USA         | Brooke Schultz / Alison Gibson                            | 268,17 |
| 5 | Észak-Korea | Kim Unhjang (Kim Un Hyabg) / Cshö Ungjong (Choe Un Gyong) | 266,16 |
| 6 | Brazília    | Luana Moreira / Tammy Galera Takagi                       | 265,02 |
| 7 | Ukrajna     | Anasztaszija Negyobiga / Dina Selesztjuk                  | 254,40 |
| 8 | Németország | Louisa Stawczynski / Saskia Oettinghaus                   | 253,86 |
| 9 | Japán       | Enomoto Haruka / Kaneto Hana                              | 232,80 |